# Martin Remmelg
Martin Remmelg (* 23. Dezember 1989 in Kärdla) ist ein ehemaliger estnischer Biathlet.
Remmelg gab bei den Biathlon-Europameisterschaften 2008 in Nové Město na Moravě sein internationales Debüt. Dabei erreichte er folgende Platzierungen: Einzel 62., Sprint 51. und Verfolgung 36. Bisher nahm Remmelg an drei Europameisterschaften (2008, 2010 und 2011) sowie drei Junioren-Weltmeisterschaften (2008, 2009 und 2010) teil. Am 28. November 2009 gab er in Idre bei einem Sprint sein Debüt im IBU-Cup, wurde jedoch nur 136. Beim zweiten Wettkampf, ebenfalls ein Sprint, belegte Remmelg den 95. Platz. In der Saison 2010/2011 startete er bei vier von acht IBU-Cup-Wochenenden und somit etwas häufiger. Am 12. Januar 2011 gab Remmelg in Ruhpolding sein Debüt im Weltcup. Bei einem Einzel belegte er den 88. Platz. Anfang Februar 2011 holte Remmelg bei einem Sprint in Osrblie seine ersten IBU-Cuppunkte.
Zum Ende der Saison 2018/19 beendete er seine Karriere als aktiver Biathlet.

## Platzierungen im Biathlon-Weltcup
| Platzierung         | Einzel | Sprint | Verfolgung | Massenstart | Staffel | Gesamt |
| ------------------- | ------ | ------ | ---------- | ----------- | ------- | ------ |
| 1. Platz            |        |        |            |             |         |        |
| 2. Platz            |        |        |            |             |         |        |
| 3. Platz            |        |        |            |             |         |        |
| Top 10              |        |        |            |             | 1       | 1      |
| Punkteränge         |        |        |            |             | 12      | 12     |
| Starts              | 4      | 17     | 1          |             | 12      | 34     |
| Stand: Karriereende |        |        |            |             |         |        |